# Копанки (Бугаевский сельский совет)
Копанки (укр.  Копанки), село, 
Бугаевский сельский совет,
Изюмский район,
Харьковская область.
Код КОАТУУ — 6322882004. Население на картах 1977 года указано 4 человека.
Село Копанки ликвидировано в ? году.

## Географическое положение
Село Копанки находится в 2-х км от сёл Попасное и Ясиноватое (Боровский район).
В селе небольшая запруда.